# Исламабад
Исламабад (اسلام آباد) је главни град Пакистана, и део је Исламабадске престоничке територије под федералном управом. Налази се на западном делу Хималајских планина. Према процени из 2014. у граду је живело више од једног милиона становника. Саграђен је шездесетих година 20. века, да би заменио Карачи као главни град државе. Од 1966. године Исламабад је главни град. Представља један од главних научно-културних средишта државе. Исламабад је запажен по свом високом стандарду живљења, safety, и изобилном зеленилу.
Са популацијом од 1,014,825 према попису из 2017. године, Исламабад је девети по величини град у Пакистану, док је шире метрополско подручје Исламабад-Равалпинди треће по величини у земљи са популацијом већом од четири милиона. Град је политичко седиште Пакистана и њиме управља Исламабадска метрополска корпорација, уз подршку Управе за развој престонице (CDA).
Исламабад је лоциран на Потохарској висоравни у северозападном делу земље, између округа Равалпинди и Националног парка Маргала хилс на северу. Овај регион је историјски био део раскрснице путева Пунџаба и Кибер Пактункве, при чему је пролаз Маргала служио као капија између два региона.
Градски план, који је осмислио грчки архитекта Константинос Доксијадис, дели град на осам зона, укључујући административну, дипломатску енклаву, стамбене области, образовне секторе, индустријске секторе, комерцијална подручја, руралне и зелене површине. Град је познат по присуству неколико паркова и шума, укључујући Национални парк Маргала хилс и парк Шакарпаријан. Град је дом за неколико знаменитости, укључујући џамију Фајсал, највећу џамију у Јужној Азији и четврту по величини у свету. Остале знаменитости укључују Пакистански национални споменик и Трг демократије.
Исламабад је бета-глобални град. Он је веома високо категоризован по Индексу хуманог развоја, са ХДИ од 0,875, други највиши у земљи након Лахора. Град има највеће трошкове живота у Пакистану, а становништвом доминирају грађани средње и више средње класе. Град је дом двадесет универзитета, укључујући Универзитет Каид-и Азама, PIEAS, COMSATS Институт за информационе технологије и NUST. Град је један од најбезбеднијих у Пакистану и има експанзиван систем надзора са 1.900 CCTV камера.

## Географија

### Клима
Исламабад има влажну суптропску климу (Кепен: Cwa), са пет сезона: зима (новембар - фебруар), пролеће (март и април), лето (мај и јун), кишни монсун (јул и август) и јесен (септембар и октобар). Најтоплији месец је јун, где просечне високе температуре рутински надмашују 38 °C (100,4 °F). Највлажнији месец је јули, са јаким падавинама и вечерњим олујним невременом са могућим провалама облака и поплавама. Најхладнији месец је јануар.
Исламабадска микроклима је регулисана са три вештачка резервоара: Равал, Симли, и брана Канпур. Задњи је лоциран на реци Харо у близини града Канпур, око 40 km (25 mi) од Исламабада. Симли брана је 30 km (19 mi) северно од Исламабада. Национални парк Маргала хилс покрива 89 ha градске површине. Лој Бер шума која је лоцирана дуж Исламабадског аутопута покрива површину од 440 ha. Највиша месечна количина падавина од 743,3 mm забележена је у јулу 1995. Зими се обично јавља густа магла ујутро, док је поподне сунчано. У граду, температуре остају благе, са снегом преко виших тачака на оближњим брдским обронцима, посебно Мари и Натија Гали. Температура се креће од 13 °C (55 °F) у јануару до 38 °C (100 °F) у јуну. Највиша забележена температура је била 46,6 °C (115,9 °F) дана 23. јуна 2005. године, док је најнижа температура била −6 °C (21,2 °F) дана 17. јануара 1967. године. Град је забележио снежне падавине. Дана 23. јула 2001, Исламабад је добио рекордних 620 mm (24 in) кише у само 10 сати. То је била највећа количина падавина у Исламабаду у протеклих 100 година, а највише падавина у 24 сата.
| Клима Исламабада (1961–1990)  | Клима Исламабада (1961–1990) | Клима Исламабада (1961–1990) | Клима Исламабада (1961–1990) | Клима Исламабада (1961–1990) | Клима Исламабада (1961–1990) | Клима Исламабада (1961–1990) | Клима Исламабада (1961–1990) | Клима Исламабада (1961–1990) | Клима Исламабада (1961–1990) | Клима Исламабада (1961–1990) | Клима Исламабада (1961–1990) | Клима Исламабада (1961–1990) | Клима Исламабада (1961–1990) |
| Показатељ \ Месец             | .Јан.                        | .Феб.                        | .Мар.                        | .Апр.                        | .Мај.                        | .Јун.                        | .Јул.                        | .Авг.                        | .Сеп.                        | .Окт.                        | .Нов.                        | .Дец.                        | .Год.                        |
| ----------------------------- | ---------------------------- | ---------------------------- | ---------------------------- | ---------------------------- | ---------------------------- | ---------------------------- | ---------------------------- | ---------------------------- | ---------------------------- | ---------------------------- | ---------------------------- | ---------------------------- | ---------------------------- |
| Апсолутни максимум, °C (°F)   | 30,1 (86,2)                  | 30,0 (86)                    | 34,4 (93,9)                  | 40,6 (105,1)                 | 45,6 (114,1)                 | 46,6 (115,9)                 | 45,0 (113)                   | 42,0 (107,6)                 | 38,1 (100,6)                 | 37,8 (100)                   | 32,2 (90)                    | 28,3 (82,9)                  | 46,6 (115,9)                 |
| Максимум, °C (°F)             | 17,7 (63,9)                  | 19,1 (66,4)                  | 23,9 (75)                    | 30,1 (86,2)                  | 35,3 (95,5)                  | 38,7 (101,7)                 | 35,0 (95)                    | 33,4 (92,1)                  | 33,5 (92,3)                  | 30,9 (87,6)                  | 25,4 (77,7)                  | 19,7 (67,5)                  | 28,6 (83,5)                  |
| Просек, °C (°F)               | 10,1 (50,2)                  | 12,1 (53,8)                  | 16,9 (62,4)                  | 22,6 (72,7)                  | 27,5 (81,5)                  | 31,2 (88,2)                  | 29,7 (85,5)                  | 28,5 (83,3)                  | 27,0 (80,6)                  | 22,4 (72,3)                  | 16,5 (61,7)                  | 11,6 (52,9)                  | 21,3 (70,3)                  |
| Минимум, °C (°F)              | 2,6 (36,7)                   | 5,1 (41,2)                   | 9,9 (49,8)                   | 15,0 (59)                    | 19,7 (67,5)                  | 23,7 (74,7)                  | 24,3 (75,7)                  | 23,5 (74,3)                  | 20,6 (69,1)                  | 13,9 (57)                    | 7,5 (45,5)                   | 3,4 (38,1)                   | 14,1 (57,4)                  |
| Апсолутни минимум, °C (°F)    | −6,1 (21)                    | −2,2 (28)                    | −0,3 (31,5)                  | 5,1 (41,2)                   | 10,5 (50,9)                  | 15,0 (59)                    | 17,8 (64)                    | 17,0 (62,6)                  | 13,3 (55,9)                  | 5,7 (42,3)                   | −0,6 (30,9)                  | −4,1 (24,6)                  | −6,1 (21)                    |
| Количина падавина, mm (in)    | 56,1 (2,209)                 | 73,5 (2,894)                 | 89,8 (3,535)                 | 61,8 (2,433)                 | 39,2 (1,543)                 | 62,2 (2,449)                 | 267,0 (10,512)               | 309,9 (12,201)               | 98,2 (3,866)                 | 29,3 (1,154)                 | 17,8 (0,701)                 | 37,3 (1,469)                 | 1.142,1 (44,966)             |
| Сунчани сати — месечни просек | 195,7                        | 187,1                        | 202,3                        | 252,4                        | 311,9                        | 300,1                        | 264,4                        | 250,7                        | 262,2                        | 275,5                        | 247,9                        | 195,6                        | 2.945,8                      |
| Извор #1: NOAA (normals)      |                              |                              |                              |                              |                              |                              |                              |                              |                              |                              |                              |                              |                              |
| Извор #2: PMD (extremes)      |                              |                              |                              |                              |                              |                              |                              |                              |                              |                              |                              |                              |                              |

## Становништво
Према процени, у граду је 2012. живело 1.082.262 становника.
| 1981.   | 1998.   | 2006.   | 2012      |
| ------- | ------- | ------- | --------- |
| 204.364 | 529.180 | 794.431 | 1.082.262 |

## Партнерски градови
- Астрахан
- Анкара
- Таранто
- Торонто
- Пекинг
- Абу Даби
- Сиднеј
- Џакарта
- Аман